# 98. pehotna divizija (ZDA)
98. pehotna divizija (izvirno angleško 98th Infantry Division) je bila pehotna divizija Kopenske vojske ZDA.